# 米轨
米轨是窄轨中軌間寬度1,000毫米（3英尺3+3⁄8英寸）的轨距。

## 概览
世界各地中就有95,000（59,000英里）的轨道采用米轨。它曾被法国、英国和德国等欧洲殖民帝国使用。在欧洲，瑞士、西班牙北部和许多主要城市的电车系统，然而大多数在法国、德国、比利时的米轨轨道已经在20世纪中期陆续停止使用。随着城市轨道交通的出现，许多城市的轻快铁/轻轨捷运系统（Light Metro）开始使用这种轨距、而其他城市的米轨大多数已被标准轨取代。

## 使用
| 国家/地区  | 铁路                                                                            |
| ---------- | ------------------------------------------------------------------------------- |
| 贝宁       | 578（359英里）                                                                  |
| 玻利维亚   | 3,600（2,200英里）                                                              |
| 柬埔寨     | 612（380英里）                                                                  |
| 喀麦隆     | 1,104（686英里）                                                                |
| 中国       | - 滇越铁路                                                                      |
| 吉布提     | 衣索－吉布提鐵路，总长780 km（480 mi）                                          |
| 埃及       | - 大开罗电车                                                                    |
| 埃塞俄比亚 | 衣索－吉布提鐵路，总长780 km（480 mi）                                          |
| 寮国       | 自泰国国铁边境延伸至寮国边境的3.5米的米轨延长线                                 |
| 马来西亚   | 马来亚铁道和沙巴州铁路                                                          |
| 马里       | 1,287（800英里） 達卡－尼日鐵路                                                 |
| 马耳他     | 马耳他铁路                                                                      |
| 新西兰     | - 威灵顿缆车                                                                    |
| 波兰       | - 罗兹 (波兰)电车（包括城区线路） - 比得哥什电车 - 托伦 - 格魯瓊茲 - 埃爾布隆格 |
| 俄罗斯     | - 加里寧格勒电车 - 五山城电车                                                   |
| 塞内加尔   | 達卡－尼日鐵路，总长1,287（800英里）                                            |
| 塞尔维亚   | - 贝尔格莱德交通                                                                |
| 新加坡     | 马来亚铁路在新加坡路段，未来将在新柔捷运系统开通后关闭。                        |
| 泰国       | 泰國國家鐵路局，共长4,346（2,700英里）                                          |
| 越南       | 越南铁路和滇越铁路                                                              |
| 多哥       | 洛美—布利塔铁路                                                                 |